# Jean Baudrillard
Jean Baudrillard francoska izgovorjava: [ʒɑ̃ bodʁijaʁ], francoski sociolog, filozof, kulturni teoretik, politični komentator in fotograf, * 27. julij 1929, Reims, Francija, † 6. marec 2007, Pariz, Francija.
Njegovo delo je povezano s postmodernizmom in še posebej s post-strukturalizmom. Je predvsem intelektualna figura današnjega časa, ki združuje kulturno metafiziko z ostalimi vedami, s katerimi se ukvarja, kar ga vodi do razmišljanja o ključnih dogodkih. Baudrillarda se pogosto obravnava kot velikega guruja postmoderne teorije, čerpav ga lahko imamo tudi za misleca, ki združuje socialno teorijo in filozofijo na originalen in provokativen način, ali pisatelja, ki je razvil svoj slog in oblike pisanja. 

## Življenje
Baudrillard je bil rojen v Reimsu, v severovzhodni Franciji, 27. julija 1929. Njegovi stari starši so bili kmetje, njegovi starši pa javni uslužbenci. Med šolanjem na reimškem liceju (Reims Lycée) se je začel zanimati za absurtistični umetniški žanr patafizika (preko profesorja za filozofijo po imenu Emmanuel Peillet). Postal je prvi iz družine, ki se je šolal v Parizu na tamkajšnji Sorboni. Študiral je nemščino in literaturo, kar ga je vodilo do poučevanja na številnih licejih (pariških in provincialnih) v letih od 1960 do 1966. Med poučevanjem je začel izdajati preglede literature in prevode številnih del Petra Weissa, Bertolta Brechta, Karla Marxa, Friedricha Engelsa in Wilhelma Emila Muhlmanna. 
Med poučevanjem nemščine se je postopoma premestil na sociologijo in sčasoma končal svojo doktorsko tezo z naslovom Sistem objekta (Le Système des objets) pred odborom za disertacijo, ki so ga sestavljali Henri Lefebvre, Roland Barthes in Pierre Bourdieu. Pozneje je poučeval sociologijo na Univerzi Nanterre, univerzitetnem kampusu na obrobju Pariza. Med tem časom je Baudrillard delal s filozofom Humphreyjem De Battenburgem, ki je označil Baudrillarda za “vizionarja”. Na Nanterreju je zavzel pozicijo kot docent, nato kot izredni profesor in postopoma postal še profesor po dokončanju svoje akredetacije Drugi po sebi (L'Autre par lui-même).
Leta 1970 je Baudrillard prvič potoval v ZDA (Aspen, Kolorado), in leta 1973 opravil prvi obisk Japonske (Kjoto). Svoj prvi fotoaparat je dobil leta 1981 na Japonskem, kar ga je vodilo do tega, da se je začel resno ukvarjati še s fotografijo. 
Leta 1986 se je premestil na IRIS (Inštitut za raziskave in socialno-ekonomske informacije) na Univerzi v Parizu-IX Dauphine, kjer je preživel zadnji del svoje akademske kariere. Med tem se je začel oddaljevati od sociologije (v “klasični” obliki).
Med letoma 1980 in 1990 so njegove knjige pridobile široko občinstvo, njegova dela so bila objavljena tudi v številnih francoskih in angleških revijah. 
Baudrillard je poučeval tudi na Evropski diplomatski šoli v Saas-Feeju v Švici. 
Med letoma 1999 in 2000 so bile njegove fotografije razstavljene v Evropski hiši fotografije v Parizu. Leta 2004 se je Baudrillard udeležil velike konference o svojem delu, Baudrillard in umetnost, v Centru za umetnost in medije Karlsruhe v Karlsruhe v Nemčiji.

## Bistvene ideje
Jean Baudrillard, socialni teoretik in kritik, je bil najbolj znan po svojih analizah medijev in tehnološke komunikacije. Najbolj ga je zanimalo, kako tehnologija in njen napredek vplivata na družbene spremembe. Pisal je o zelo raznolikih temah, kot na primer o potrošništvu, kloniranju, odnosu med spoloma, socialni zgodovini, AIDSu, o Zalivski vojni ter o terorističnem napadu na Svetovni trgovinski center (WTC) v New Yorku. 
Njegova objavljena dela so nastala v obdobju generacije francoskih mislecev. Med njimi so bili tudi Gilles Deleuze, Jean-François Lyotard, Michel Foucault, Jacques Derrida in Jacques Lacan. Združevalo jih je zanimanje za semiotiko, jezikoslovno vedo, ki se ukvarja z jezikovnimi znaki (simboli) in sistemi znakov. Baudrillard je pogosto viden kot del poststrukturalistične filozofske šole. 
Na začetku svoje kariere, je Baudrillard razvijal teorije o človeški družbi. Njegova predstava o družbi temelji na družbi, ki vedno išče smisel pomena, ta pa se konstantno izmika. V nasprotju s poststrukturalisti, kot na primer Michelom Foucaultom, za katerega so oblike znanja izhajale samo kot rezultat odnosa sil družbene moči, je Baudrillard razvil teorije v katerih prekomerno, brezplodno iskanje o vseznanju vodi v skoraj neizogibno zablodo in razočaranje. V Baudrillardovem pogledu bi moral subjekt poskusiti razumeti predmet/objekt izven sebe, ampak zaradi tega, ker je predmet/objekt mogoče razumeti samo na podlagi tega, kar predstavlja (posledično to vključuje tudi splet drugih znakov, po katerih se ta določen predmet odlikuje), nikoli ne dobimo željenega rezultata in sporočila. Subjekt se zato raje prepusti predmetu. V svoji zadnji analizi je torej zagovarjal, da je popolna razumljivost detajlov oziroma podrobnosti človeškega življenja nemogoča in kadar so ljudje zavedeni, da mislijo drugače, so nagnjeni k simulirani verziji resnice. To ne pomeni, da svet postane neresničen, ampak da hitreje in splošneje kot družba postavi resničnost v neko smiselnost, deluje bolj negotovo in nestabilno ter družba postane bolj negotova. Realnost, v tem primeru, odmre.
Baudrillard je bil mnenja, da je družba s preobilno uporabo znakov in pomenov v poznem 20. stoletju, paradoksalno, povzročila izbris realnosti. V današnjem svetu ne verjamemo več v liberalne ter marksistične utopije. Ker globalni svet deluje na stopnji izmenjave simbolov in dobrin, postane nedovzeten oz. slep za simbolična dejanja kot je na primer terorizem. Baudrillard, še posebej v svojih zadnjih delih, poudarja dojemanje družbe brez simboličnih elementov in simbolično (če ne vojaško) nemočno delovanje proti terorističnim napadom, kot na primer 11. septembra proti ZDA in njihovi vojaški in ekonomski ureditvi.

### Sistem vrednosti predmeta
V njegovih prvih knjigah je bil glavni poudarek na potrošništvu in kako se različni predmeti porabljajo na različne načine. 
V tem času je bil Baudrillardov politični pogled povezan z marksizmom (in situacionizmom). Baudrillard se je od Karla Marxa razlikoval v eni pomembni smeri. Za Baudrillarda kot situacionista, je bila poraba bolj pomembna kot proizvodnja, ki je bila glavna gonilna sila kapitalistične družbe. Baudrillard je zagovarjal – izhajajoč od Georgesa Bataillea, da so potrebe zgrajene in ne prirojene. 
Objekti vedno povejo nekaj o njihovih uporabnikih (izhajajoč od Rolanda Barthesa). 
To je za njega pomenilo, zakaj potrošnja je in ostaja bolj pomembna kot proizvodnja. Napisal je štiri smeri: 

Prva je fukncionalna vrednost predmeta; pisalo na primer piše, hladilnik hladi.

Druga je menjava vrednosti predmeta; njegova gospodarska vrednost. Eno pisalo je lahko vredno enako kot tri pisala; en hladilnik je lahko vreden enako kot trimesečna plača.

Tretja je simbolična vrednost predmeta; pisalo lahko simbolizira takšno ali drugačno darilo; diamant lahko simbolizira javno, izpovedano ljubezen. 

Zadnja je znamenje vrednosti predmeta; njegova vrednost znotraj sistema predmetov.

### Konec zgodovine in njen pomen
Skozi osemdeseta in devetdeseta leta je bila Baudrillardova najpogostejša tema zgodovinska - ali bolj specifično - kako današnja družba uporablja pojme napredka in modernosti v svojih političnih odločitvah. Trdil je, tako kot politični teoretik Francis Fukuyama, da se je zgodovina končala ali “izginila” s širitvijo globalizacije. Za Baudrillarda konec Hladne vojne ni predstavljal ideološke zmage; bolj je predstavljal izginotje utopičnih vizij politične desnice in levice. Zaradi dodatnih dokazov za svoj ugovor proti marksistični viziji globalnega komunizma in liberalne vizije o globalni civilni družbi, je Baudrillard zatrjeval, da so vizije končne in pravične družbene ureditve, ki so si jih vedno želeli, vedno bili le ilizuije.

### Simulaker in simulacija(1981)
Baudrillard v tem delu išče in raziskuje odnos med realnostjo, simboli in družbo. Simulaker je kopija nečesa brez originala, simulacija pa je imitacija operacije procesov v resničnem svetu ali sistemov v času. Delo je najbolj znano po diskusiji o simbolih, znakih in je navezana na sodobnost. 
Baudrillard trdi, da je današnja družba nadomestila vso realnost in pomen s simboli in znaki ter človeško izkušnjo simulacije resničnosti.
"Teorija, zavezana simulacij in s tem preigravanjem praviloma povsem konstruiranih modelov, je razrešena vprašanj po resničnem ali neresničnem, previlnem ali zgrešenem, dobrem ali slabem." Simulacija "je generiranje skozi modele realnega brez izvora iz realnosti: hiperrealnega.".Simuliranje lahko označimo s tem, da hlinimo, da imamo nekaj, kar v resnici nimamo. Hkrati pa simuliranje tudi ni hlinjenje. Tisti, ki npr. hlini, da je bolan, se lahko samo uleže v posteljo in se dela bolnega. Pri hlinjenju se človek zaveda, in zavedno daje simptome. Pri simulaciji pa človek ne loči med resničnim in neresničnim, imaginarnim. Simulacija je resnična - bolj kot hlinjenje.

## Politični komentar

### Zalivska vojna
Baudrillardovo delo "La Guerre du Golfe n'a pas eu lieu" je izhajalo v obliki člankov v francoski reviji Libération in v britanskem časopisu The Guardian. Z objavo se je Baudrillard vmešal v politiko. Koalicija, ki se je borila proti iraški vojski je vsakodnevno bombardirala Irak z namenom, da bi prikazala iraško vojsko kot močno in pripravljeno na boj. Saddam Hussein ni uporabljal svojih vojaških kapacitet (iraške zračne sile). Vojna se zunaj neštetokrat reproducirane medijske podobe ni zgodila: imamo zgolj niz podob, simulakrov koaliciji naklonjenih medijev, ki javnosti servirajo svojo podobo vojne v skladu z njihovimi političnimi in ekonomskimi ineteresi.
Nekaj kritikov je obtožilo Baudrillarda revizionizma (zavrnitve fizičnega delovanja v konfliktu, ki je bila povezana z zavrnitvijo njegove resničnosti). Posledično je bil Baudrillard obtožen tudi ciničnega skepticizma in subjektivnega idealizma značilnega za Berkeleyjevo filozofijo. 

### Teroristični napadi 11. septembra 2001
V enem izmed svojih esejev, Duh terorizma, je Baudrillard označil teroristične napade na Svetovni trgovinski center (WTC) v New Yorku na poseben način, ki je podrobno razložen v tem delu. Baudrillard je predstavil napade kot simbolno reakcijo na neizprosno globalizacijo sveta za razliko od Huntingtonovega spopada civilizacij. Kritik postmodernizma Richard Wolin je v enem izmed svojih del odločno obtožil Baudrillarda in Slavoja Žižka, ker nista proslavljala terorističnih napadov in da naj bi si ZDA po njunem ta napad zaslužile. Žižek se je na obtožbo odzval kot na intelektualni barbarizem v reviji Critical Inquiry, kjer je dejal, da Wolin ni uspel videti razlike med fantaziranjem o dogodku in navajanjem, da si nekdo zasluži nekaj.

### Dela, prevedna v slovenščino
- Duh terorizma (2005)
- Simulaker in simulacija; popoln zločin (1999)

### Članki, prevedeni v slovenščino
- Poslednja rešitev ali maščevanje nesmrtnih (2001), Maska, letn. 9, št. 3/4, str. 41-43
- Prahu razmnoževanje (2002), Zofa: časopis za zaprte kroge, št. 26, maj, str. 13
- Krivda brez odgovornosti : pogovor z Jeanom Baudrillardom – esejistom, filozofom in fotografom (2001), Ekran: revija za film in televizijo, letn. 38, št. 3/4, str. 22-23
- Objekti v ogledalu (1997), Iluzija: glasilo (ne)moči vsebinskega mišljenja: časopis za novo teorijo, letn. 1, št. 1, str. 20-22
- Ni milosti za Sarajevo (1997), Zofa: časopis za zaprte kroge, št. 2, maj-junij, str. 44-46
- Če se počutim odgovornega? Ne, ne, ne : Jean Baudrillard, filozof (1999), Mladina, št. 3, str. 30-33
- Iluzija konca ali Dogodki stavkajo (1996), Apokalipsa: revija za preboj v živo kulturo, št. 12/13, str. 199-215
- Histereza tisočletja (1999), Nova revija: mesečnik za kulturo, letn. 18, št. 202/203, str. 1-13
- Priključitev na možgane : Amerika (1989), Dnevnik, št. 166, str. 13
- Dezintergacija intelektualcev (1993), Razgledi: tako rekoč intelektualni tabloid, št. 6, str. 6
- Le Pen ima moč zlega : pogovor z Jeanom Baudrillardom (1997), Nova revija: mesečnik za kulturo, št. 183,184, str. 2-6
- Konec družbenega (1992), Časopis za kritiko znanosti, domišljijo in novo antropologijo, št. 144/145, str. 39-49
- Menjava/znak in luksus : Dražba umetniškega dela (1992), Nova revija: mesečnik za kulturo, št. 165/166, str. 208-215
- Sovraštvo – skrajna reakcija življenja (1996), Nova revija: mesečnik za kulturo, št. 165/166, str. 205-208
- Čas in komunikacija (1996), Gesta in podpis: likovne besede: revija za likovno umetnost, št. 14/15/16, str. 68-71
- Gesta in podpis : semiurgija sodobne umetnosti (1990), Gesta in podpis: likovne besede: revija za likovno umetnost, št. 14/15/16, str. 65-67
- Zgodba o kloniranju (1990), Delo, št. 39, str. 25
- Sovražnik je izginil : (ne)resničnostne vojne (1991), Naši razgledi: NR: štirinajstdnevnik za politična, gospodarska in kulturna vprašanja, št. 11, str. 347-348
- Vakuumska hiperrealnost : pogovor z Jeanom Baudrillardom (1990), Nova revija: mesečnik za kulturo, št. 93/94, str. 55-61
- Subjekt in njegov dvojnik (1990), Nova revija: mesečnik za kulturo, št. 165/166, str. 185-204

### Neprevedena dela
- Le Système des objets: la consommation des signes (1968)
- La Société de consommation (1970)
- Pour une critique de l'économie politique du signe (1972)
- Le Miroir de la production (1973)
- L’Échange symbolique et la mort (1976)
- Oublier Foucault (1977)
- L’Effet Beaubourg (1977)
- À l'ombre des majorités silencieuses (1978)
- L’Ange de stuc (1978)
- De la séduction (1979)
- Enrico Baj (1980)
- Cool Memories (1980-1985)
- Simulacres et simulation (1981)
- À l'ombre des majorités silencieuses (1982)
- Les Stratégies fatales (1983), éd. Grasset, Paris.
- La Gauche divine (1985), éd. Grasset, Paris.
- Amérique (1986), éd. Grasset, Paris.
- L’Autre par lui-même (1987), éd. Galilée, Paris.
- Cool Memories 2 (1987-1990)
- La Transparence du mal (1990)
- La Guerre du Golfe n'a pas eu lieu (1991)
- L’Illusion de la fin ou la grève des événements (1992)
- Fragments, Cool Memories 3 (1991-1995)
- Figures de l'altérité (1994)
- La Pensée radicale (1994)
- Le Crime parfait (1995)
- Le Paroxyste indifférent, entretiens avec Philippe Petit (1997)
- Amérique (1997)
- Écran total (1997)
- De l'exorcisme en politique, ou la conjuration des imbéciles (1997)
- Car l'illusion ne s'oppose pas à la réalité (1997)
- Le Complot de l'art (1997)
- Illusion, désillusion esthétiques (1997)
- L’Échange impossible (1999)
- Sur le destin (1999)
- Sur la photographie (1999)
- Cool Memories IV (2000)
- Les Objets singuliers : architecture & philosophie (2000), dialog z arhitektom Jeanom Nouvelom
- Le Complot de l'art, intervjuji (2000)
- D'un fragment à l'autre, intervjuji s Françoisom L'Yvonnetom (2001)
- Mots de passe (2000)
- L’Élevage de poussière (2001)
- Le Ludique et le policier (2001)
- Au royaume des aveugles (2002)
- Power Inferno ; Requiem pour les Twins Towers ; Hypothèse sur le terrorisme ; La violence du Mondial (2002)
- L’Esprit du terrorisme (2002)
- Pataphysique (2002)
- La Violence du monde avec Edgar Morin (2003)
- Au jour le jour, 2000-2001 (2003)
- Le Pacte de lucidité ou l'intelligence du mal (2004)
- Cahier de l’Herne no 84 (2005)
- Cool Memories V (2005)
- À propos d'Utopie, intervju z Jean-Louisom Violeauom (2005)
- Oublier Artaud, skupaj z Sylvèreom Lotringerom (2005)
- Carnaval et cannibale (2008)
- Le Mal ventriloque (2008)

### Audio CD-ji
- Die Illusion des Endes – Das Ende der Illusion (Jean Baudrillard & Boris Groys), 58 minutes + booklet. Cologne: supposé 1997. ISBN 3-932513-01-0
- Die Macht der Verführung, 55 minutes. Cologne: supposé 2006. ISBN 978-3-932513-67-1